# Hell Is Here
Hell Is Here è il terzo album in studio del gruppo musicale svedese The Crown; il primo pubblicato con questo nome. L'album è stato pubblicato nel 1999.

## Tracce
1. The Poison - 3:17
2. At the End - 4:41
3. 1999-Revolution 666 - 5:20
4. Dying of the Heart - 5:57
5. Electric Night - 2:32
6. Black Lightning - 3:25
7. The Devil and the Darkness - 4:52
8. Give You Hell - 2:53
9. Body and Soul - 3:11
10. Mysterion - 3:28
11. Death by My Side - 7:27